# Zavjet za Hrvatsku
Zavjet za Hrvatsku (ZZH) bivša je hrvatska politička stranka.
Stranka Zavjet za Hrvatsku osnovana je 25. svibnja 2012. godine u Zagrebu. Za prvoga predsjednika stranke izabran je umirovljeni general Marko Lukić.
Stranka je bila članicom Saveza za Hrvatsku od 5. veljače 2014. godine do studenoga 2015. godine.
Stranka je prestala postojati po pravomoćnosti rješenja Trgovačkog suda u Bjelovaru o otvaranju i zaključenju stečajnog postupka 6. prosinca 2016. godine.

## Vanjske poveznice
- Službena internetska stranica ZZH  Arhivirana inačica izvorne stranice od 16. kolovoza 2015. (Wayback Machine)